# Prachy dělaj člověka
Prachy dělaj člověka je česká filmová krimi komedie z roku 2006. 

## Obsah
V filmu se jedná o tři kamarády, kteří se v osmdesátých letech rozhodli z ČSSR emigrovat. Nejprve sebrali peníze zdejším kubánským pracovníkům, pak se dostanou do Bratislavy. Zde se ovšem Michal rozhodne kvůli matce vrátit domů a tak se na loď do Rakouska vydali jen Tomáš s Ondrou. Loď však pohraničníci zastaví a útěk tak předčasně končí.
Film má představovat jakousi českou verzi Dannyho parťáků.[zdroj⁠?!]
Hlavní postavy v ní za pomoci triků uskuteční dvě velké loupežné akce, jejichž vzorem byly skutečné legendární zločiny české historie, konkrétně přepadení dejvické pošty (1997), při níž si lupiči v maskách Václava Klause, Miloše Zemana a Václava Havla odnesli 28 miliónů Kč, a přepadení obrněného vozu Group 4 Securitas (2002), z něhož bylo uloupeno 150 miliónů Kč. 
I scéna s oklamanými kubánskými pracovníky a tím samým vyřazeným strojem Il-18D, býv. OK-WAJ, sloužící jako dálniční motorest u Bakova nad Jizerou, je založena na skutečné události. 
Hlavní postavy ztvárnili Tomáš Hanák, Michal Suchánek, Ondřej Vetchý a Renata Prokopová-Visnerová.